# Tom Carroll
Thomas James Carroll (Watford, 28 mei 1992) is een Engels voetballer die doorgaans centraal op het middenveld speelt. Hij tekende in januari 2017 een contract tot medio 2020 bij Swansea City, dat hem overnam van Tottenham Hotspur.

## Clubcarrière
Tom Carroll scoorde 56 doelpunten in 28 wedstrijden bij de -16. Dat is nog steeds een record bij Tottenham Hotspur. Toen speelde hij als aanvaller, inmiddels is hij omgevormd tot centrale middenvelder. In juni 2010 tekende hij zijn eerste profcontract. Op 25 augustus 2011 maakte hij zijn debuut voor de Spurs in de voorronde van de Europa League tegen het Schotse Heart of Midlothian. Hij speelde mee in vier groepswedstrijden. Hij speelde ook mee in de League Cup en de FA Cup. Op 27 januari 2011 werd hij voor zes maanden uitgeleend aan Leyton Orient. Hij maakte zijn debuut in de League One op 5 februari 2011 tegen Bournemouth. Hij speelde in totaal 12 competitiewedstrijden voor Leyton Orient. In het FA Cup duel tegen Arsenal viel hij in tijdens de rust. Tijdens de terugwedstrijd speelde hij 90 minuten en zag hij zijn team verliezen met forfaitcijfers.
Op 30 januari 2012 leende Tottenham Carroll opnieuw zes maanden uit, ditmaal aan Derby County, dat in de Championship uitkomt. Eén dag later scoorde hij bij zijn debuut tegen Barnsley. Carroll speelde 12 competitiewedstrijden voor Derby County.
Carroll maakte zijn Premier League debuut op 3 november 2012 in een met 0-1 verloren thuiswedstrijd van Wigan Athletic. Hij verving Kyle Walker na 79 minuten.
Op 2 september 2013 verhuurde Tottenham Carrol gedurende het seizoen 2013/14 aan Queens Park Rangers, waarmee hij in de Championship ging spelen. In het daaropvolgende seizoen verhuurde Tottenham hem aan Swansea City AFC, op dat moment actief in de Premier League.

## Clubstatistieken
| seizoen | Club                  | Competitie     | Wedstr. | Goals |
| ------- | --------------------- | -------------- | ------- | ----- |
| 2010/11 | Tottenham Hotspur     | Premier League | 0       | 0     |
| 2010/11 | → Leyton Orient       | League One     | 12      | 0     |
| 2011/12 | Tottenham Hotspur     | Premier League | 0       | 0     |
| 2011/12 | → Derby County        | Championship   | 12      | 1     |
| 2012/13 | Tottenham Hotspur     | Premier League | 7       | 0     |
| 2013/14 | → Queens Park Rangers | Championship   | 26      | 0     |
| 2014/15 | → Swansea City        | Premier League | 13      | 0     |
| 2015/16 | Tottenham Hotspur     | Premier League | 19      | 1     |
| 2016/17 | Tottenham Hotspur     | Premier League | 1       | 0     |
| 2016/17 | Swansea City          | Premier League | 17      | 1     |
| 2017/18 | Swansea City          | Premier League | 27      | 0     |
| Totaal  | Totaal                | Totaal         | 134     | 3     |

1 Fisher ·
2 Key ·
3 Pedersen ·
4 Fulton ·
5 Cabango ·
6 Darling ·
7 Allen ·
8 Grimes  ·
9 Vipotnik ·
10 Eom ·
11 Ginnelly ·
14 Tymon ·
17 Franco ·
19 Bianchini ·
20 Cullen ·
21 Tjoe-A-On ·
22 Vigouroux ·
23 Christie ·
25 Peart-Harris ·
26 Naughton ·
29 Broome ·
30 Ashby ·
31 Cooper ·
32 Abbey ·
33 McLaughlin ·
35 Ronald ·
37 Govea ·
41 Parker ·
47 Abdulai ·
Coach: Williams